# سارا بیکول

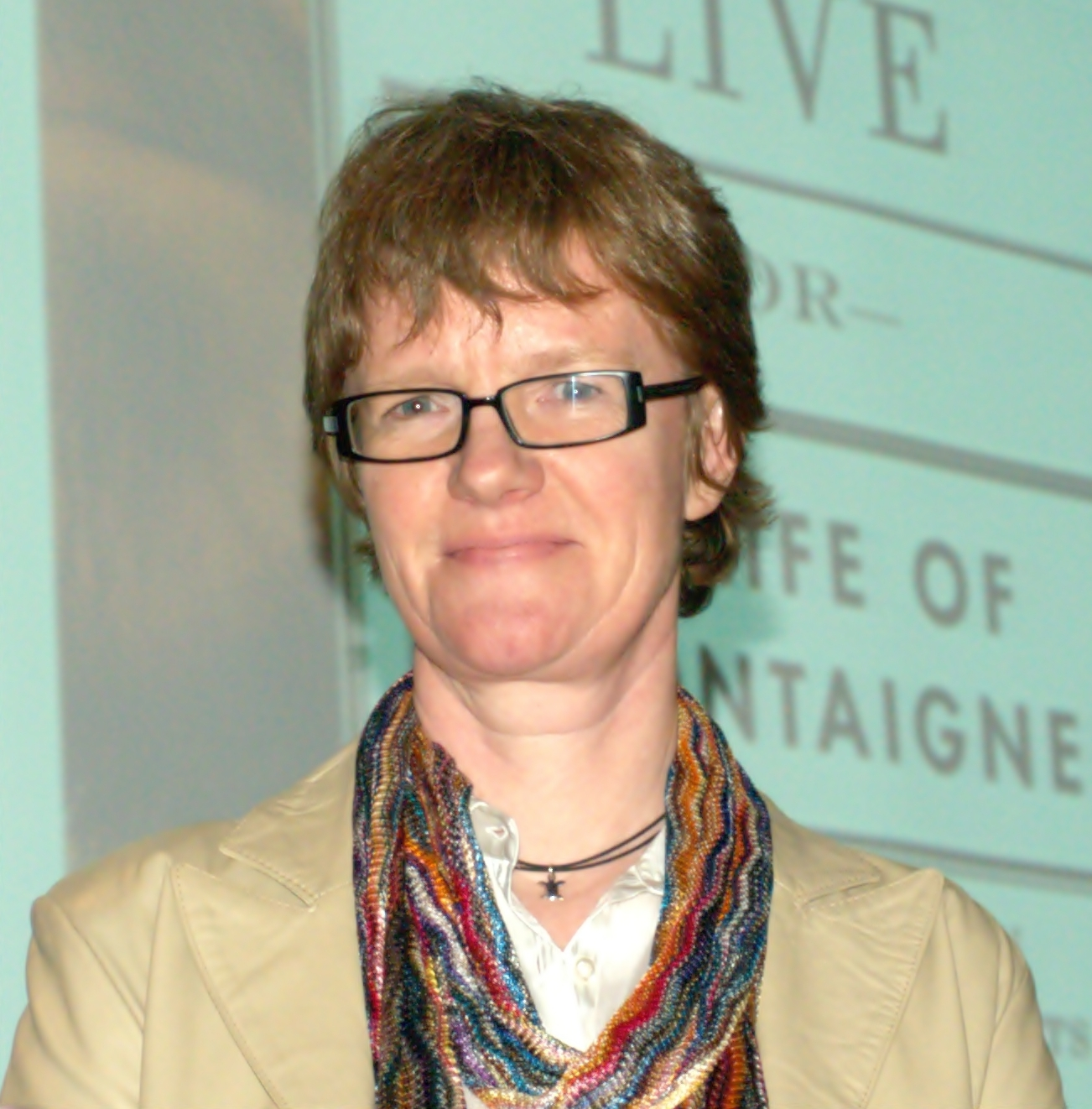
کتاب معروف چطور باید زندگی کرد

سارا بِیک وِل (به انگلیسی: Sarah Bakewell) زاده ۱۹۶۲ نویسنده انگلیسی است. از آثار مهم و اخیر او می‌توان به چطور باید زندگی کرد (۲۰۱۲م) و در کافه اگزیستانسیالیستی اشاره کرد. کتاب اخیر او در کافه اگزیستانسیالیستی که در ابتدای سال ۲۰۱۶ به چاپ رسید، در بین کتاب‌های پر مخاطب مقام ممتازی یافت و جزء ده کتاب برتر از نظر نیویورک تایمز قرار گرفت و فیلسوف بریتانیایی نیگل واربرتون آن را در ردیف اول پنج کتاب برتر در حوزه فلسفه عمومی برگزید.

## زندگی‌نامه
سارا بیکول در ۱۹۶۲ در شهر ساحلی بورنموث انگلستان دیده به جهان گشود. والدین او صاحب مهمانخانه‌ای کوچک بودند. وقتی سارا پنج ساله بود، خانواده‌اش مدّتی به هندوستان رفتند و سپس در استرالیا مقیم گشتند. سارا از کودکی به نوشتن انس و الفت یافت و در جوانی در وِلکام لایبرری به عنوان کتابدار استخدام شد. نخستین کتاب او The Smart در ۲۰۰۱ نوشته شد ولی کتابی که آوازه‌اش را بلند کرد چطور باید زندگی کرد سرگذشت میشل مونتنی بود. کتاب مزبور جایزه زندگی‌نامه‌نویسی نشنال بوک را از آن خود کرد. بیکول اکنون در لندن اقامت دارد و علاوه بر نویسندگی، در آکسفورد به تدریس نگارش خلاق مشغول است. در ایران هر دو کتاب مهمّ او چطور باید زندگی کرد توسط مریم تقدیسی و در کافه اگزیستانسیالیستی توسط هوشمند دهقان به فارسی ترجمه شده‌است.